# Médias tactiques (activisme)
Pour le type de supports publicitaires, voir Médias tactiques (marketing).
Médias tactiques désigne une forme d'activisme dans les médias, qui pratique des interventions temporaires et localisées dans les médias, en tirant parti des faiblesses des systèmes médiatiques et des possibilités ouvertes par diverses technologies. 
C'est la traduction française du terme anglais Tactical media, forgé en 1996,. Les médias tactiques critiquent l'ordre social ou économique dominant, et comportent souvent un élément humoristique ou satirique.
Le concept a d'abord été popularisé en Europe et aux États-Unis par les théoriciens et praticiens David Garcia, Geert Lovink (en), Joanne Richardson, et le Critical Art Ensemble. Depuis lors, il a été utilisé pour décrire des pratiques et des collectifs d'activistes très variées, comme celles de RTMark, des Yes Men, Electronic Disturbance Theater, de la Carbon Defense League, Institute for Applied Autonomy, 0100101110101101.ORG (en), le Bureau of Inverse Technology, Ubermorgen, The Illuminator, irational, subRosa, et I/O/D, entre autres.

## Inspirations
Les médias tactiques empruntent à un grand nombre d'artistes et de mouvements.
Certains auteurs rattachent ses techniques au concept situationniste de détournement, c'est-à-dire dans l'appropriation critique et la transformation d'une œuvre existante — qu'il s'agisse d'une œuvre d'art, d'un panneau publicitaire ou d'une campagne politique. Dans le cas des médias tactiques, ce sont les médias eux-mêmes qui font l'objet d'un détournement.
Le mouvement dada est une autre inspiration des médias tactiques, et ces deux approches sont souvent utilisées conjointement lors d'actions activistes. Comme dada, les médias tactiques visent souvent un effet opposé à celui des médias qu'ils infiltrent : ils utilisent la stratégie du choc pour mettre en lumière des contradictions. 
Les médias tactiques s'inspirent également du surréalisme. Comme le surréalisme, les médias tactiques critiquent certaines dimensions sociales, politique et culturelles d'une société donnée en utilisant ses technologies.
Les médias tactiques sont aussi liés aux médias alternatifs créés par la contre-culture des années 1960. Mais les médias tactiques sont temporaires et ils visent moins à construire des alternatives durables aux médias dominants. Leur méthode est plutôt de s'approprier les outils et les structures de diffusion des médias dominants pour créer de nouveaux messages ou de nouveaux usages. Les médias tactiques se rapprochent donc d'autres formes d'intervention culturelles et politiques comme la communication guérilla et le culture jamming.

## Origines
Le courant des "médias tactiques" naît au début des années 1990, à la suite de la chute du Mur de Berlin, dans un contexte de renaissance de l'activisme social, politique, économique et médiatique. La naissance des médias tactiques répond aussi à deux facteurs : d'une part la croissance rapide de l'industrie des médias, et d'autre part a possibilité d'accéder à des technologies bon marché, et à des canaux de plus diffusion ouverts, comme les télévisions publiques et l'Internet.
L'émergence des médias tactiques signale aussi un changement dans la façon de penser les médias : ils ne sont plus simplement des outils pour la lutte (comme dans l'idée des médias alternatifs qui diffusent une contre-information nécessaire) mais apparaissent comme des environnements virtuels, constamment en construction.
Certaines campagnes de médias tactiques peuvent avoir un grand succès. Mais le but ultime des médias tactiques n'est pas de remplacer tel ou tel média existant. Les médias tactiques se méfient du branding:258, qui conduit aux phénomènes contre lesquels ils s'opposent. Les médias tactiques ne sont pas des formes stables ou figées : elles s'adaptent constamment aux systèmes dans lesquels elles opèrent:264. Geert Lovink, l'un des inventeurs du terme, les décrit d'ailleurs comme « un terme au sens délibérément vague, un outil pour créer des zones de consensus temporaire sur la base d'alliances inattendues. Une alliance temporaire de hackers, d'artistes, de critiques, de journalistes et d'activistes. »
Il existe de nombreux projets de médias tactiques dans l'espace physique (dans la rue, les musées...). Mais la plupart interviennent dans l'espace du réseau, et particulièrement d'Internet. Le réseau Internet permet une plus grande diffusion rapide des contenus des médias tactiques. L'horizontalité du réseau permet aussi des formes de diffusion opposées aux structures hiérarchiques qui font l'objet des critiques. 

## Exemples
Les projets de tactical media mêlent souvent art et activisme (voir Artivisme.). Selon Geert Lovink, lorsque l'on parle de tactical media il s'agit de « la rencontre d'une forme d'art et d'un activisme avec une attitude positive envers la technologie numérique moderne ». C'est pourquoi on peut leur trouver des précurseurs tant dans le champ de l'art que dans celui de l'activisme. Les tactical media ne sont pas associés à un média en particulier, comme le montrent ces divers exemples

### GWbush.com
En 1998, le programmeur informatique et activiste politique Zack Exley (en) achète un nom de domaine et crée le site web GWbush.com. Il propose ensuite au groupe RTMark (qui se prononce Art Mark) de construire une copie du site de George W. Bush, comme le collectif l'avait déjà fait avec les sites de grandes entreprises. 
Un peu plus tard, Zack Exley transforme le site en une satire plus grand public (s'attirant les critiques de RTMark) en postant un faux communiqué de presse de la campagne de Bush, annonçant qu'il gracierait « tous les détenus incarcérés pour des crimes liés à la drogue, à la condition qu'ils aient tiré les leçons de leurs erreurs. » Le site reçut des millions de visites et l'attention de médias comme ABC News, USA Today et Newsweek.

### Flotte aérienne tactique
En 2000, l'Armée zapatiste de libération nationale du Mexique décide de lancer sa « flotte aérienne tactique ». La flotte aérienne des Zapatistes est constituée de centaines d'avions en papier. Les Zapatistes les lancent par-dessus les murs d'un bâtiment fédéral. Les soldats de l'armée fédérale, surpris, pointent leurs fusils sur les avions de papier - donnant lieu à une image puissante, celle de la paix contre la guerre. Dans cette action, la cible finale est le gouvernement.